# 6825 Irvine
A 6825 Irvine (ideiglenes jelöléssel 1988 TJ2) a Naprendszer kisbolygóövében található aszteroida. Antonín Mrkos fedezte fel 1988. október 4-én.